# Heinz Knoke (Politiker)
Heinz Knoke (* 24. März 1921 in Hameln; † 18. Mai 1993 in Georgsmarienhütte) war ein deutscher Politiker (SRP), Mitglied des Niedersächsischen Landtages und Autor.

## Leben
Nach dem Besuch eines Gymnasiums in Hameln betätigte sich Heinz Knoke als Führer der Hitlerjugend. Im Jahr 1939 trat er in die Luftwaffe ein und wurde im August 1940 Pilot. Im Dezember des gleichen Jahres wurde er zum Jagdgeschwader 52 versetzt. In der zweiten Jahreshälfte 1944 war er Gruppenkommandeur beim Jagdgeschwader 1 „Oesau“. Er wurde vier Mal abgeschossen und erlitt fünf Verwundungen. Bei seinen Einsätzen errang er 33 Luftsiege.
Nach Ende des Zweiten Weltkrieges wurde er im Herbst 1945 interniert und mehrfach verhaftet; im Rahmen der Entnazifizierung verlor er 1946 seine berufliche Anstellung. In der Folge arbeitete er als Kraftfahrer, Autoschlosser und Lagerist, und er betätigte sich als freier Schriftsteller.
Seit dem Herbst des Jahres 1949 wurde er politisch aktiv und Mitglied der Sozialistischen Reichspartei.
Vom 6. Mai 1951 bis 23. Oktober 1952 war er Mitglied des Niedersächsischen Landtages (2. Wahlperiode), vom 10. Oktober 1952 bis 22. Oktober 1952 übernahm er die Tätigkeit als Schriftführer des Niedersächsischen Landtages.
Im Zeitraum 15. Juli 1952 bis 23. Oktober 1952 trat er als Mitglied der Fraktion der Abgg. Dr. Schrieber und Gen. auf. Nach dem Verbot der SRP durch ein Urteil des Bundesverfassungsgerichts vom 23. Oktober 1952 erlosch sein Mandat wie das aller anderen SRP-Fraktionsmitglieder (BVerfGE 2, 1).
Nach dem Verbot der SRP betätigte er sich bei der FDP. Er arbeitete bis zum Übergang in die Rente beim Friesischen Brauhaus zu Jever. Anschließend studierte er Literaturwissenschaft und Philosophie.
1952 erschien bei Bösendahl sein autobiographisches Buch Die grosse Jagd: Bordbuch eines deutschen Jagdfliegers, das ab 1953 in der Übersetzung I Flew for the Führer im englischsprachigen Raum einen gewissen Erfolg hatte.